# 维克托·卡利施
维克托·卡利施（德語：Viktor Kalisch，1902年12月4日—1976年7月21日），奥地利男子皮划艇运动员。他曾代奥地利参加1936年夏季奥林匹克运动会皮划艇比赛，搭档卡尔·施泰因胡贝尔获得男子双人皮艇10000米银牌。